# Remulo
Il Remulo è un torrente della Val Camonica, in provincia di Brescia, lungo 15 km.
Nasce dalla Cima di Plem, nel Gruppo dell'Adamello, percorre la Val Miller e la Val Malga e confluisce da sinistra nell'Oglio tra i comuni di Malonno e Sonico.
Il principale affluente è il Rio Baitone, da destra. Forma il lago Miller, nelle vicinanze del  rifugio Serafino Gnutti. Il torrente è interamente compreso nel comune di Sonico, e costeggia la frazione Rino di Sonico, e quasi interamente nel Parco regionale dell'Adamello.
Una leggenda locale attribuisce il nome del torrente alla caduta nel torrente di un re che cavalcava un mulo. Non esistono evidenze storiche del fatto.
Il torrente nel 1987 è tracimato inondando parzialmente Rino di Sonico. Successivamente è stato imbrigliato.

## Galleria d'immagini

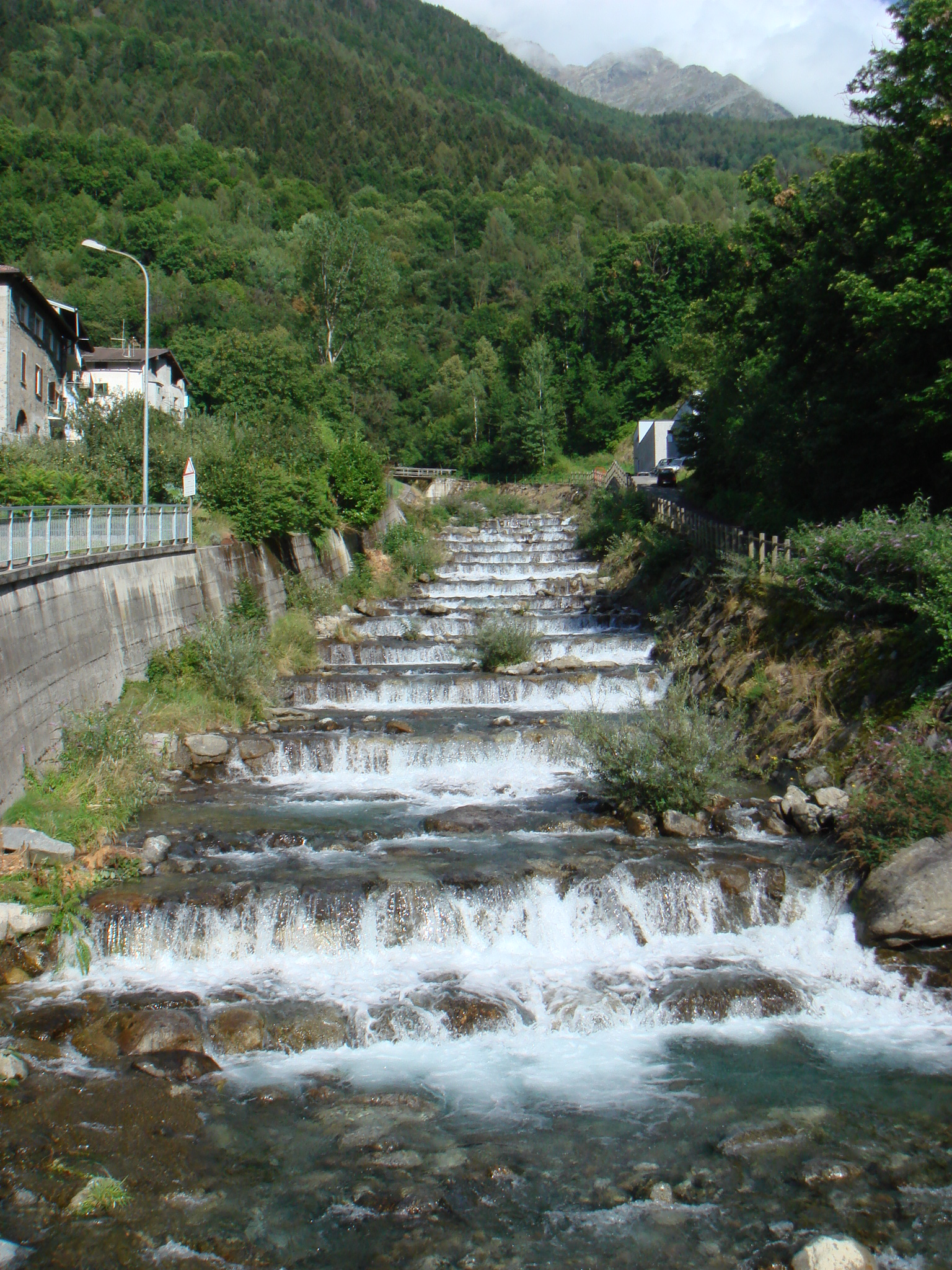
Il torrente Remulo in prossimità dell'abitato di Rino di Sonico
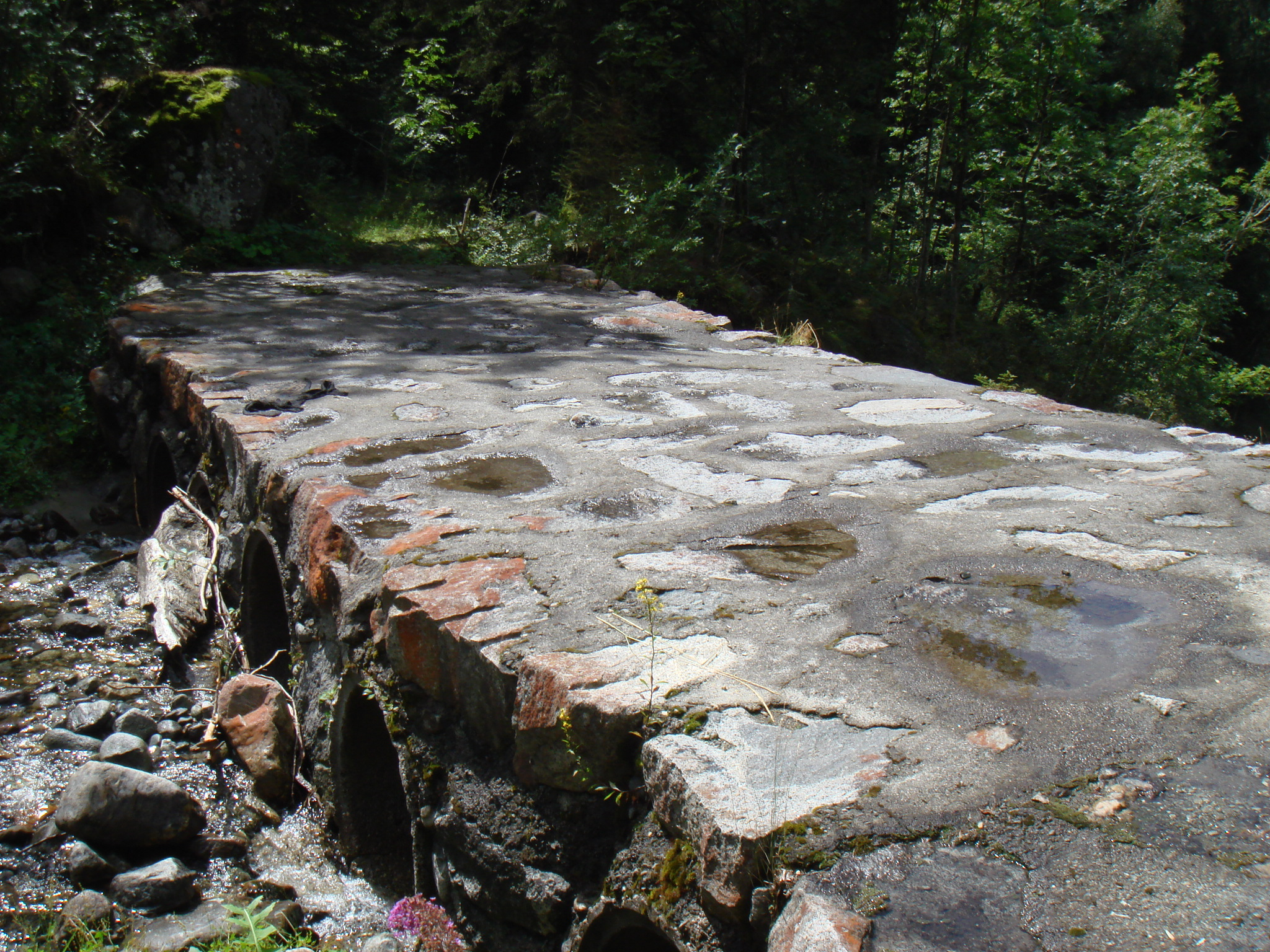
Pont del Reghel. Ponte sul torrente Remulo sul fianco sinistro della Val Malga
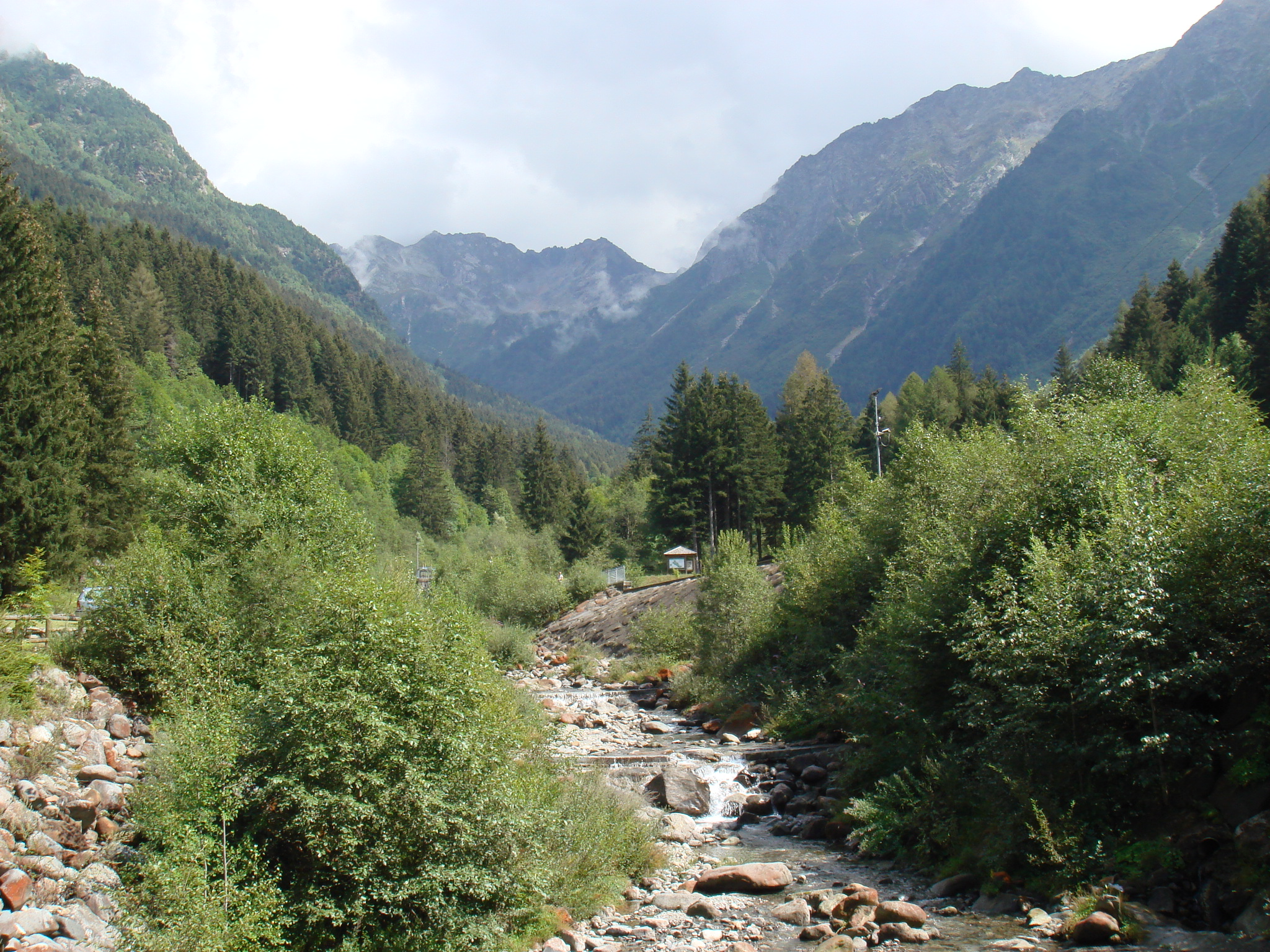
Il torrente Remulo in Val Malga.